# École supérieure d'électronique de l'Ouest
L'École supérieure d'électronique de l'Ouest (ESEO) és una escola francesa d'enginyeria creada l'any 1956 per Jean Jeanneteau.
Està situat a Angers, Dijon, Vélizy i Xangai, i està especialitzat en el camp de l'electrònica.
El Col·legi és membre de la Conférence des Grandes Écoles.

## Història
El 9 d'octubre de 1956, el canonge Jean Jeanneteau (1908-1992) va fundar l'ESEO a Angers, una "escola germana" de lInstitut supérieur d'électronique de París (ISEP) i de lInstitut supérieur de l'électronique et du numérique (ISEN). Les tres escoles van fundar la FESIC, amb la contractació conjunta d'alumnes i col·laboracions educatives.
El nom oficial de l'escola des de la seva creació és École supérieure d'électronique de l'Ouest, però aquest nom ja no s'utilitza dins de l'escola des de l'any 2006 (només s'utilitzen "ESEO" o "Groupe ESEO").

## Graduats famosos
- Jean-Pascal Tricoire, un empresari francès